# Livraison à domicile (film)
 (octobre 2022).
Pour plus de détails, voir Fiche technique et Distribution.
Livraison à domicile est un film français réalisé par Bruno Delahaye, sorti en 2003.

## Synopsis
Ludo et ses copains décident de devenir riches en proposant un service de livraison en tout genre (incluant cochons de foire, betteraves et jambes cassées). Un jour arrive la commande qu'ils attendaient pour faire décoller les affaires : la livraison d'une voiture de luxe vers le sud de la France.

## Fiche technique
- Titre : Livraison à domicile
- Réalisation : Bruno Delahaye
- Scénario : Pierre Courrège et Bruno Delahaye
- Pays d'origine : France
- Musique : Eric Mouquet
- Genre : comédie dramatique
- Durée : 93 minutes
- Date de sortie : 2 juillet 2003 (France)

## Distribution
- Bruno Solo : Ludo
- Jean-Baptiste Iera : Thomas
- Thierry Frémont : Fred
- Barbara Schulz : Alex
- Julie Judd : Marylin
- Jean-François Gallotte : Werner
- Fanny Gilles : Esmeralda
- Fred Personne : Roger
- Philippe Duquesne : André
- Venantino Venantini : Giuseppe, le père de Thomas
- Michel Scotto di Carlo : Bertrand, le frère de Ludo
- Frédéric Saurel : Lieutenant Lafont
- Alexandra Lamy : Denise
- Emmanuel Quatra : Rémy
- Jeanne Savary : Karine, l'ex-femme de Fred

- Agnès Soral : La tante de Marylin
- Armelle : La fille en boîte
- Robert Couturier : M. Albertini
- Robert Delahaye : Client de la Station
- Cyril Delahaye : Extra
- Thibault Delahaye : Extra
- Thomas Derichebourg : Le type en boîte
- Thomas Duvivier : Lucien
- Jeupeu : Le premier gendarme
- Janaina Lemoine : Soigneuse Martial
- Roland Marchisio : L'oncle de Marylin
- Jo Prestia : Duval
- Samia Sassi : Le médecin
- Serge Mauro : Extra (uncredited)

## Autour du film
- Si vous ne connaissez pas le sujet, laissez ce bandeau (vous pouvez alors contacter les auteurs).
- Si vous supprimez le contenu mis en cause (vous pouvez préalablement contacter les auteurs),

argumentez précisément cette suppression dans la page de discussion
(un manque de référence n'est pas un argument ; une recherche réelle de référence doit avoir été effectuée, être formellement documentée).
Film tourné a Denain (59220) ville du nord de la France. Des scènes ont été tournées dans le sud de la France notamment à Anthéor (commune de St Raphaël) sur la route de la Corniche (on peut y voir l'Estérel en arrière-plan) et aussi au Chateau d'Astros dans le Var.